# Балоніна Олександра Михайлівна
Олександра Михайлівна Балоніна (? — ?) — українська радянська діячка, новатор виробництва, бригадир Одеського заводу сталевих і прядив'яних канатів. Член ЦК КПУ в лютому 1960 — вересні 1961 р.

## Життєпис
Член ВКП(б) з 1951 року.
З 1950-х років — робітниця, бригадир Одеського заводу сталевих і прядив'яних канатів.

## Нагороди
- орден Леніна (7.03.1960)